# Maxime Remy
Pour les articles homonymes, voir Rémy (homonymie).
Maxime Remy (né le 7 février 1984) est un sauteur à ski français.

## Coupe du monde de saut à ski
- Meilleur classement final: 78e en 2003.
- Meilleur résultat: 27e.